# Канадски дабар
Канадски дабар (лат. Castor canadensis) је сисар из реда глодара (Rodentia) и породице даброва (Castoridae). 

## Распрострањење
Ареал врсте покрива средњи број држава. Врста има станиште у Сједињеним Америчким Државама, Мексику и Канади. Вештачки је уведена у Русији и Финској.

## Станиште
Станишта врсте су тундра, арктичка подручја, језера и језерски екосистеми, слатководна подручја и пустиње. 

## Угроженост
Ова врста је наведена као последња брига, јер има широко распрострањење и честа је врста.